# Nagy-Bælt híd
A Nagy-Bælt híd (dánul Storebæltsbroen) Dániában a Sjælland és Fyn szigetet összekötő, a Nagy-Bælt felett átívelő híd. A Nagy-Bælt híd alatt általában csak a függőhidat értik, azonban ez az összeköttetés több ennél. A függőhíd mellett még a Sjælland és Sprogø szigetet összekötő vasúti alagút és a Sprogø és Fyn szigetet összekötő pilléreken álló híd is hozzá tartozik. A Koppenhága–Fredericia/Taulov-vasútvonal halad rajta keresztül.
Az áthidalt távolság a sjællandi Halsskov és a Fyn szigeti Knudshoved között összesen 18 kilométer, melyet úgy oldottak meg, hogy felhasználták a Nagy-Bælt közepén levő kis Sprogø szigetecskét. Így a keleti részen a közúti forgalom a függőhídon, a vasúti forgalom pedig az alagúton keresztül, míg a nyugati részen mindkét forgalom a pilléreken nyugvó nyugati hídon keresztül bonyolódik. A híd megépülte egyik napról a másikra megszüntette a Nagy-Bælten több mint száz éve folyó kompforgalmat. Hosszas tervezgetés és vita után a munka 1987-ben indult meg. A forgalomnak először 1997-ben a vasutat adták át, majd 1998-ban a közúti forgalom is megindult. Az építés összköltsége elérte a 21,4 milliárd dán koronát (1988-as árak szerint), ezzel a dán történelem legnagyobb alkotása lett. A híd átadásával – az addig egyórás kompjárat helyett – az átkelés ideje 10 percre csökkent.

## A keleti híd
A keleti híd (Østbroen) – a tulajdonképpeni függőhíd – 1991 és 1998 között épült, és Halsskovot és a Sprogø szigetet köti össze. Teljes hossza 6790 méter, ebből a felfüggesztett rész 1624 méter. Ezzel átadásakor a világ második leghosszabb függőhídja lett, csak a néhány hónappal korábban átadott japán Akasi Kaikjó híd előzte meg. A hajók számára rendelkezésre álló híd alatti magasság 65 méter, két hatalmas tartópillére 254 méter magas, ezzel a legmagasabb szilárd szerkezetű építmény Dániában.
A tartókábelek feszítőerejének megtartására a híd mindkét végénél, az út szintje alatt egy speciális horgonyszerkezet ügyel. Hozzájárul még ehhez 19 betonpillér, egyenként 193 méter távolságra egymástól.[forrás?]

## A nyugati híd
A nyugati híd (Vestbroen) egy hagyományos pilléreken nyugvó híd, a kis Sprogø szigetet és a Fyn szigeti Knudshovedet köti össze. Hosszúsága 6611 méter, a víz feletti magassága 18 méter. Alapvetően két külön hídrészből áll, az északin a vasúti forgalom, a délin a közúti forgalom bonyolódik. A pillérek hagyományos alapokon állnak a tengerben. A nyugati híd 1989 és 1994 között épült. Az útpálya 63 szakaszát 62 pillér tartja.

## Az alagút
Az alagút (Østtunnelen) két 8 kilométer hosszú furatból áll. A két részt 250 méterenként 31 összekötő alagút köti össze. A vasúti forgalmat irányító berendezés ezekben az összekötő alagutakban nyert elhelyezést. Az összekötő alagutak egyúttal biztonsági célokat is szolgálnak, és menekülési útvonalakat is képeznek.

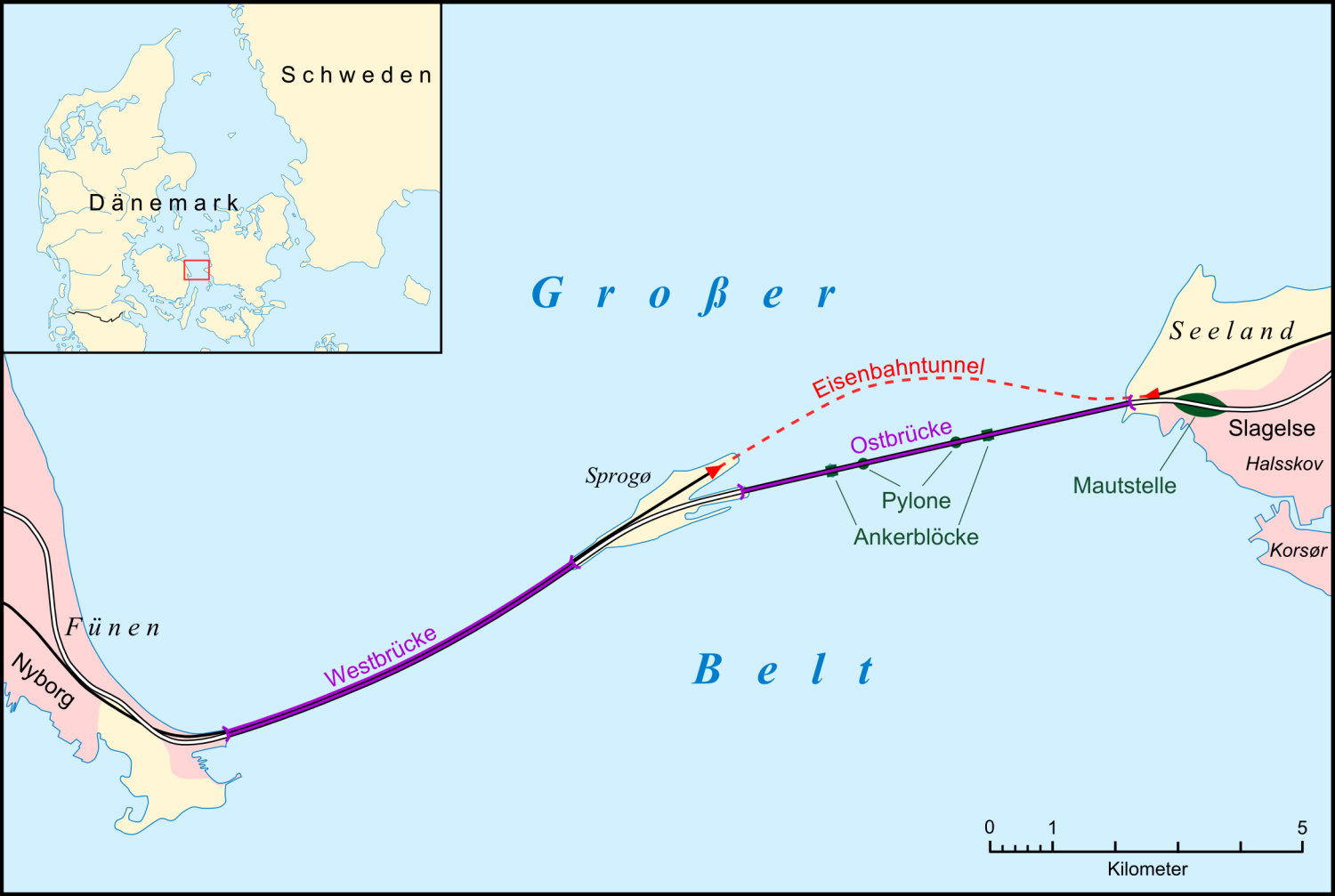
Térkép

## Közlekedés
A híd megnyitása előtt a kompok naponta 8000 gépkocsit szállítottak át a Nagy-Bælten. 2004-ben ezzel szemben 23 700 gépkocsi haladt át a hídon naponta. A forgalom növekedése részben az általános forgalomnövekedéssel, részben az átkelési idő lerövidülésével és az átkelés könnyebbségével, olcsóbb voltával magyarázható. A híd jelentős időmegtakarítást eredményez a közlekedésben Dánia északi és nyugati része között. Korábban a Nagy-Bælten való átkelés a kompra való várakozással együtt 90 percet is igénybe vett. Ez az idő a csúcsforgalomban, valamint hétvégén és ünnepnapokon még több is lehetett. A híd megnyitása után ez az idő 10-15 percre rövidült.
A vonattal utazók számára az időmegtakarítás még nagyobb. A Koppenhága–Odense távolság például 1 óra 15 percet vesz igénybe.

## Képek

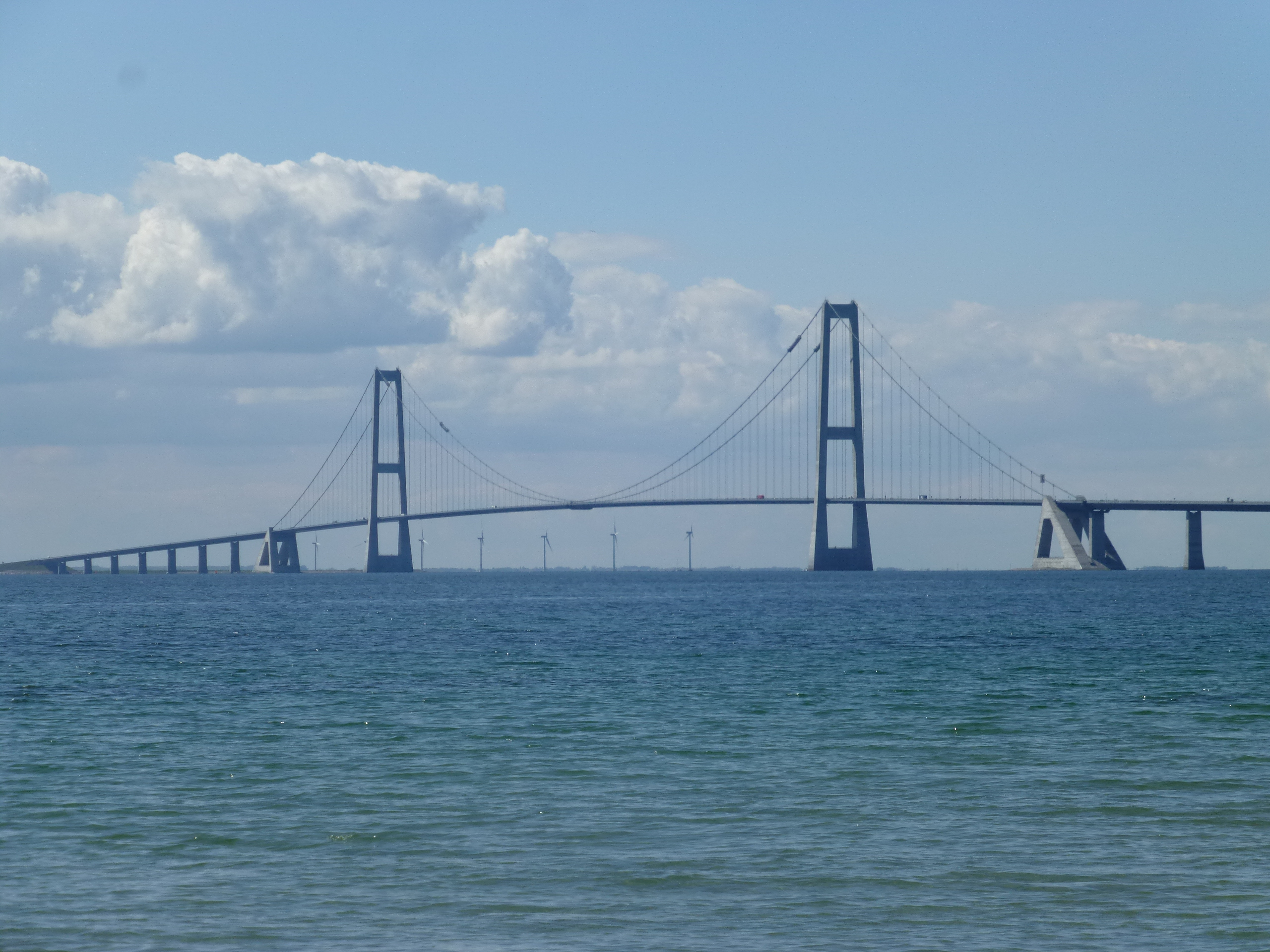
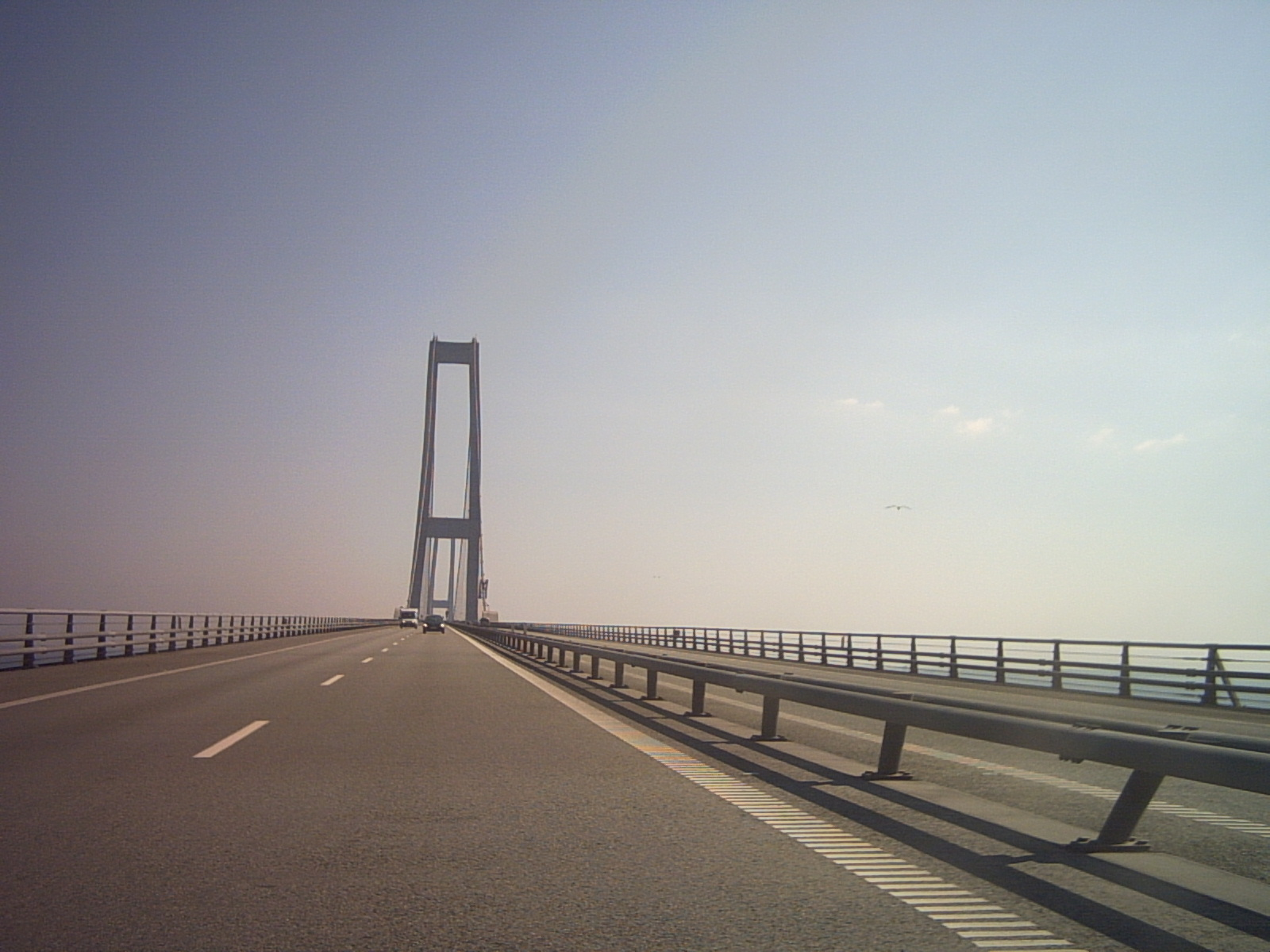
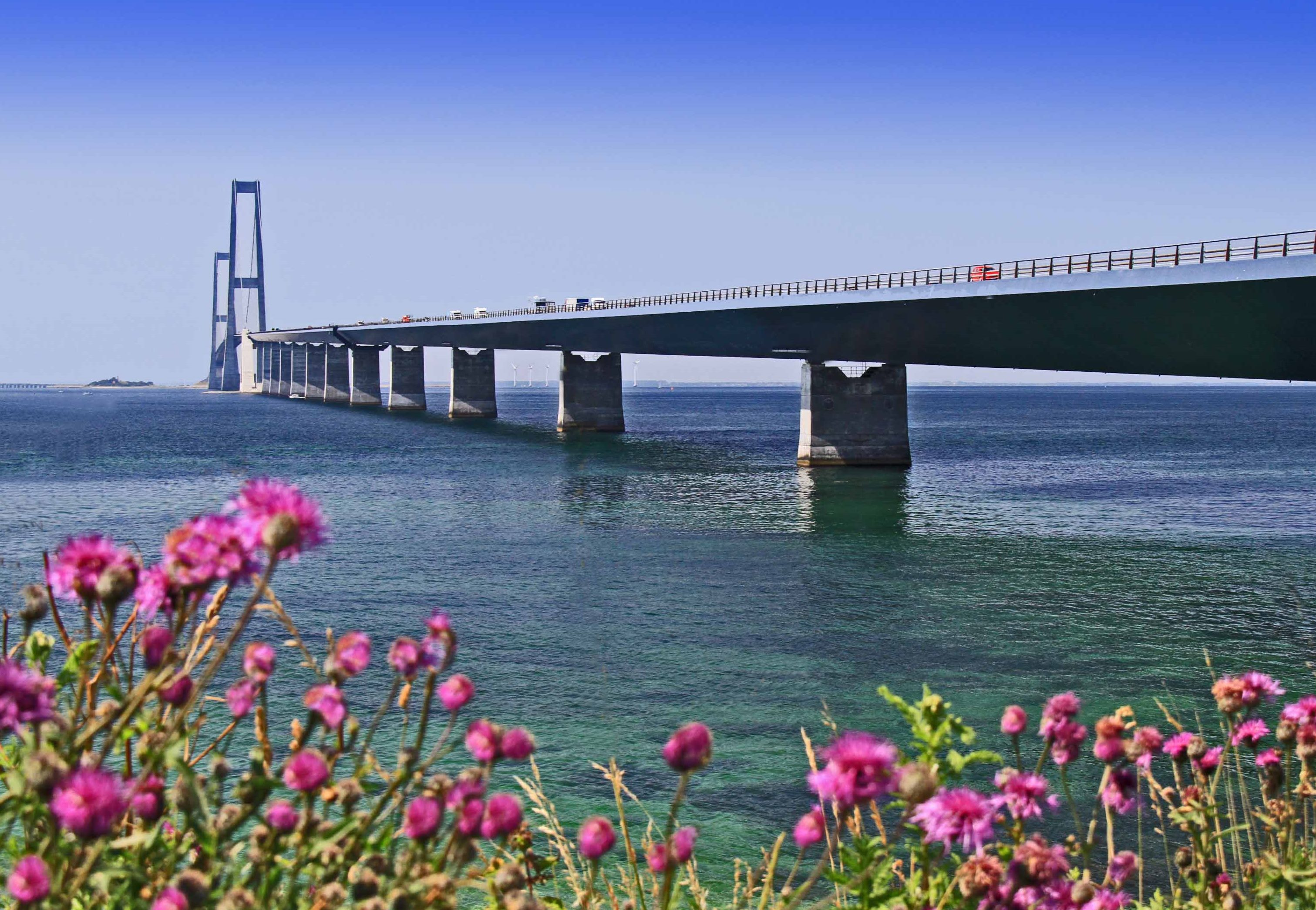

## Külső hivatkozások
- A Nagy-Bælt híd
- Kép Archiválva 2012. július 16-i dátummal a Wayback Machine-ben
- Térkép
- Űrfotó a Google Maps-ről